# Херта Крефтнер
Херта Крефтнер (на немски: Hertha Kräftner) е австрийска поетеса и белетристка, родена във Виена.

## Житейски и литературен път
Крефтнер следва с прекъсвания германистика, англицистика, психология, философия и естетика във Виена, където се увлича по екзистенциализма на Жан-Пол Сартр. Изпитва силно литературно влияние от творбите на Георг Тракл и Райнер Мария Рилке.
Още в 1948 г. Херта Крефтнер публикува стихотворението „На един уличен цигулар“, което я откроява като ярък поетически талант. През лятото на 1949 г. пребивава за няколко седмици в Норвегия, където изживява мъчителна самота и изпада в дълбока депресия, съпровождана с мисли за самоубийство. След като се завръща в родината, Херта Крефтнер установява връзка и си кореспондира със значими австрийски писатели, между които Ханс Карл Артман, Фридерике Майрьокер, Джени Ебнер и Андреас Окопенко. През 1950 г. заминава за Париж, за да търси вътрешна опора и творческо упование. В резултат публикува „Парижки записки“ (1951), за които получава наградата на сп. „Нойе веге“. Въпреки тези литературни успехи, изпитва все по-мъчителна резигнация и не успява да завърши дисертацията си върху „Стиловите принципи на сюрреализма, установени у Франц Кафка“. През есента на 1951 г., на двадесет и три годишна възраст, се самоубива във Виена.

## Поетика
Херта Крефтнер създава литературен свят на гротескна лиричност, като обрисува виенската атмосфера с нейната предметна красота и музика на всекидневието, внушава чувството за неповторимост на човешкото съществуване и тъга по изплъзващия се миг.
По-значимите ѝ произведения са стихосбирката „Синята светлина“ (1950) и посмъртните сборници с разкази „Обрезвачите на дървета“ (1951), „Любовна двойка“ (1951) и „След като се самоубия“ (1951). Посмъртно излизат и книгата със стихотворения, скици и дневници „Защо тук, защо днес?“ (1963), а също книгата със стихотворения, писма и проза „Хладни звезди“ (1997).